# Pandolf III de Bénévent
Pour les articles homonymes, voir Pandolf.
Pandolf III de Bénévent est le 8e prince lombard de Bénévent de 1033/1034 à fin 1059.

## Biographie
Associé au trône par son grand-père Pandolf II de Bénévent dès 1011 puis confirmé par son père Landolf V de Bénévent il règne de la mort de ce dernier en 1033/1034 jusqu'en août 1051 lorsque le Pape Léon IX s'empare de Bénévent et fait administrer directement la principauté d'avril 1051 au 12 mars 1054 avec les États de L'Église. Pandolf III est rétabli comme vassal du Saint-Siège en janvier 1055 et il règne jusqu'à sa mort en 1059. Il associe s'abord à son trône son fils Landolf VI de Bénévent puis son petit-fils Pandolf IV de Bénévent en août 1056.

## Sources
- Venance Grumel Traité d'études byzantines La Chronologie: Presses universitaires de France Paris 1958, « Princes Lombards de Bénévent et de Capoue » p. 418-420.
- Pierre Aubé Les empires normands d'Orient Librairie académique Perrin, Paris 1991  (ISBN 201278738X).
- (en) Landolf V (1034) sur le site Medieval Lands.